# Закон о превенцији трговине људима
Закон о превенцији трговине људима је закон који би захтевао редовну обуку и састанке за поједино особље савезне владе како би подигли свест о трговини људима и помогли запосленима да уоче случајеве исте.
Предлог закона је представљен у Представничком дому Сјединјених Држава током 113. Конгреса Сједињених Држава.

## Позадина
Трговина људима је савремени облик ропства, с илегалним кријумчарењем и трговином људима, ради присилног рада или сексуалне експлоатације. Трговина људима је званично дефинисана као регрутовање, транспорт, трансфер, скривање или примање лица путем принуде, отмице, преваре, обмане или злоупотребе положаја угроженог положаја у сврху експлоатације. Трговина људима није синоним за присилну миграцију или кријумчарење. У САД трговина људима се обично дешава око међународних туристичких центара с великом популацијом имиграната, посебно у Калифорнији и Тексасу. Министарство правде САД процењује да се сваке године у земљу прокријумчари 17.500 људи, али би права цифра могла бити већа због великог броја имиграната без докумената. Стејт департмент Сједињених Држава је такође проценио да се између 14.000-17.500 људи годишње тргује у Сједињене Државе ради секса, рада или других врста експлоатације. Они којима се тргује укључују малу децу, тинејџере, мушкарце и жене и могу бити домаћи или страни држављани.
Други стручњаци кажу да у Сједињеним Државама има чак 300.000 случајева трговине људима годишње, при чему је потенцијално 25 одсто њих на неки начин повезано с Тексасом.

## Одредбе закона
Закон о превенцији трговине људима би изменио Закон о заштити жртава трговине људима из 2000. године како би захтевао обуку за особље савезне владе у вези са трговином људима да укључи најмање: (1) курс учења на даљину о питањима трговине људима и Одељење за Обавезе државе према Закону, намењене службеницима амбасаде за извештавање, координаторима регионалних бироа за трговину људима и њиховим надређенима; (2) посебне састанке о трговини људима за све амбасадоре и заменике шефова мисија пре него што оду на своје дужности и (3) најмање годишње подсетнике свом таквом особљу и другом федералном особљу у сваком дипломатском или конзуларном представништву Стејт департмента, који се налази изван Сједињених Држава о кључним проблемима, претњама, методама и знаковима упозорења о трговини људима специфичним за земљу или јурисдикцију у којој се налази свака таква радна места, и одговарајуће процедуре за пријављивање информација добијених о могућим случајевима трговине људима.

## Извештај Конгресне канцеларије за буџет
Сектор људских ресурса би проширили обуку за федералне службенике о методама идентификације и заштите жртава трговине људима. Примарне савезне агенције на које се то односи — министарства за државну безбедност, државну безбедност, здравство и људске службе, рад и правосуђе, као и Комисија за једнаке могућности запошљавања — имају постојеће програме за обуку запослених. Буџетска канцеларија Конгреса (ЦБО) процењује да додатно особље коме би могла бити потребна обука и нова обука која се захтева према закону не би наметнули значајне трошкове тим агенцијама. ЦБО процењује да би спровођење закона коштало мање од 500.000 долара током периода 2015-2019, године; ти трошкови би зависили од расположивости издвојених средстава. Доношење закона не би утицало на директну потрошњу или приходе; према томе, не важе процедуре плаћања по наруџби.

## Историја процедуре
Закон о превенцији трговине људима је у Представнички дом Сједињених Држава 10. априла 2014. унео посланик Шон Патрик Малони. То је упућено Комитету за спољне послове Представничког дома Сједињених Држава. Дана 23. јула 2014. Дом је гласао за усвајање закона гласом.

## Дебата и дискусија
Посланик Елиот Енгел  подржао је закон, рекавши да је „један од најбољих начина да се заустави овај злочин да се осигура да га људи препознају када га виде“. То је зато што су „људи, а не политике, често прва линија одбране од модерног ропства“. Посланик Ед Ројс (Р-ЦА) рекао је да „овај закон обезбеђује да америчко особље у иностранству буде адекватно опремљено за уочавање и борбу против пошасти трговине људима. Иако тренутни закон захтева да особље Стејт департмента буде обучено да идентификује жртве трговине људима, он не дефинише Минимални захтеви за обуку то чине".

## Државно законодавство са истим именом
Истоимени закон који има за циљ блокирање интернет порнографије уведен је у Јужној Каролини и добио је критике.